# Chipperfield
Chipperfield es una parroquia civil y un pueblo del distrito de Dacorum, en el condado de Hertfordshire (Inglaterra).

## Geografía
Según la Oficina Nacional de Estadística británica, Chipperfield tiene una superficie de 5,58 km².

## Demografía
Según el censo de 2001, Chipperfield tenía 1800 habitantes (50,22% varones, 49,78% mujeres) y una densidad de población de 322,58 hab/km². El 20,83% eran menores de 16 años, el 72,56% tenían entre 16 y 74, y el 6,61% eran mayores de 74. La media de edad era de 40,12 años. Del total de habitantes con 16 o más años, el 23,51% estaban solteros, el 63,23% casados, y el 13,26% divorciados o viudos.
El 92,94% de los habitantes eran originarios del Reino Unido. El resto de países europeos englobaban al 2,33% de la población, mientras que el 4,72% había nacido en cualquier otro lugar. Según su grupo étnico, el 98,44% eran blancos, el 0,78% mestizos, el 0,61% asiáticos, y el 0,17% negros. El cristianismo era profesado por el 76,43%, el hinduismo por el 0,44%, el judaísmo por el 0,39%, el islam por el 0,22%, y cualquier otra religión, salvo el budismo y el sijismo, por el 0,22%. El 14,84% no eran religiosos y el 7,45% no marcaron ninguna opción en el censo.
Había 721 hogares con residentes y 9 vacíos.